# Cal Solà (Oristà)
Cal Solà és una masia d'Oristà (Lluçanès) inclosa a l'Inventari del Patrimoni Arquitectònic de Catalunya.

## Descripció
Masia de considerables dimensions. Originàriament de planta rectangular, composta de planta baixa i dos pisos amb una teulada a dues vessants amb desaigua a la façana principal.
L'entrada principal és un portal adovellat. En un balcó del primer pis hi ha la data de 1763 a la llinda. Tots els balcons i finestres de l'edifici tenen llinda, brancals i ampits de pedra treballada.
Adossada a la part posterior de la casa, hi ha una torre de base quadrada i quatre pisos d'alçada. Als murs laterals s'hi afegiren una pallissa i un cobert.

## Història
El cognom Solà era força representatiu i nombrós al segle xvi. En el fogatge fet a Oristà el 1553 trobem 5 cognoms Solà.
En el nomenclàtor de la provincia de Barcelona fet el 1860 se cita "Solà de la Vall"